# هيدياكي أنو
هيدياكي أنّو(Hideaki Anno 庵野秀明) هو مخرج ياباني ولد في 22 مايو عام 1960 في محافظة ياماغوتشي اليابان، هو يعمل رساما ومخرجا لالأنمي ومخرجا سينمائيا أيضا. اشتهر أنّو بالعديد من الأعمال والتي منها سلسلة الأنمي الشعبية نيون جينيسيس إيفانجيليون ونادية : سر من المياه الزرقاء.

## الأعمال

### أفلام
| السنة | الفيلم                                   | عمل في | عمل في        | عمل في | عمل في |
| السنة | الفيلم                                   | أخراج  | كتابة سيناريو | منتج   | ممثل   |
| ----- | ---------------------------------------- | ------ | ------------- | ------ | ------ |
| 1997  | إيفانجيليون: الموت والبعث                | نعم    | نعم           | لا     | لا     |
| 1997  | نهاية إيفانجيليون                        | نعم    | نعم           | لا     | لا     |
| 2004  | طعم الشاي                                | لا     | لا            | لا     | نعم    |
| 2007  | إيفانجيليون: 1.0 أنت (لست) وحيدا         | نعم    | نعم           | لا     | لا     |
| 2009  | إيفانجيليون: 2.0 أنت (لا) تستطيع التقدم  | نعم    | نعم           | حصري   | لا     |
| 2012  | إيفانجيليون: 3.0 أنت (لا) تستطيع الإعادة | نعم    | نعم           | حصري   | لا     |
| 2016  | عودة غودزيلا                             | نعم    | نعم           | لا     | لا     |
| 2021  | إيفانجيليون: 3.0+1.0                     | نعم    | نعم           | حصري   | لا     |
| 2022  | شین اولترامان                            | لا     | نعم           | نعم    | لا     |

### مسلسلات
| السنة     | العنوان                      | عمل في | عمل في        | عمل في | عمل في     |
| السنة     | العنوان                      | أخراج  | كتابة سيناريو | تحريك  | مخطط القصة |
| --------- | ---------------------------- | ------ | ------------- | ------ | ---------- |
| 1990–1991 | نادية : سر من المياه الزرقاء | نعم    | نعم           | نعم    | نعم        |
| 1995–1996 | نيون جينيسيس إيفانجيليون     | نعم    | نعم           | نعم    | نعم        |
| 1998–1999 | كاري كانو                    | نعم    | نعم           | نعم    | نعم        |

### مجال الرسوم
- ناوسيكا أميرة وادي الرياح - 1984 من إخراج هاياو ميازاكي
- قبر اليراعات - 1988 من إخراج إيزاو تاكاهاتا

## وصلات خارجية
- صفحة الملف الشخصي بالإنجليزية، غايناكس
- موقع هيدياكي أنّو الرسمي (باليابانية)
- هيدياكي أنو على موقع IMDb (الإنجليزية)
- هيدياكي أنو على موقع ميتاكريتيك (الإنجليزية)
- هيدياكي أنو على موقع الموسوعة البريطانية (الإنجليزية)
- هيدياكي أنو على موقع روتن توميتوز (الإنجليزية)
- هيدياكي أنو على موقع ألو سيني (الفرنسية)
- هيدياكي أنو على موقع ميوزك برينز (الإنجليزية)
- هيدياكي أنو على موقع أول موفي (الإنجليزية)
- هيدياكي أنو على موقع قاعدة بيانات الأفلام السويدية (السويدية)
- هيدياكي أنو على موقع أول ميوزيك (الإنجليزية)
- هيدياكي أنو على موقع ديسكوغز (الإنجليزية)
- هيدياكي أنّو في قائمة JMDb (باليابانية)
- هيدياكي أنو  في شبكة أخبار الأنمي
- 1996 مقابلة مع نيوتايب
- 1997 مقابلة مع أنمي لاند
- "نقاش خاص: يوتاكا إزوبتشي x هيدياكي أنّو" -(2003)